# Lulah Ragsdale
Lulah Ragsdale (5 de febrero de 1861 – 26 de diciembre de 1953) fue una poeta, novelista, y actriz estadounidense del estado de los Estados Unidos de Misisipi. Fue una de las primeras mujeres escritoras del estado. Entre sus novelas se encuentran The Crime of Philip Guthrie, 1892; A Shadow's Shadow, 1893; Miss Dulcie from Dixie, 1917; Next-Besters, 1920. Sus relatos cortos aparecieron en revistas como The Lotus, The Smart Set, The Delineator, Young's Magazine, y Today's Housewife , mientras que la poesía de Ragsdale se publicó en The Times-Democrat, The Chap-Book , Harper's, Magazine of Poetry, The Boston Arena, y Munsey's Magazine. Además de poesía, también estudió arte dramático y fue una actriz de éxito. Ragasdale también escribió algunas obras de teatro que se adaptaron al cine algunas de sus novelas, como la película dramática muda estadounidense de 1919 Miss Dulcie from Dixie. Sin embargo, fueron las novelas de Ragsdale, escritas entre la década de 1890 y la de 1920, las que le valieron su reputación como escritora.

## Primeros años y educación
Tallulah James Ragsdale nació el 5 de febrero de 1862 en Cedar Hall, la majestuosa plantación de la familia de su madre -los Hookers- entonces situada en el condado de Lawrence, Misisipi, que más tarde se integró en el nuevo condado de Lincoln. Era la única hija del oficial confederado James Lafayette Ragsdale, que murió en combate durante la guerra civil estadounidense. James descendía de varias generaciones de la familia con el mismo apellido en Estados Unidos, prominente en la Virginia colonial. Sus antepasados eran originarios de Escocia e Inglaterra. Su línea inmediata se trasladó a Carolina del Sur y su padre se estableció más tarde en Georgia. Siendo muy joven, James Ragsdale eligió Brookhaven, Misisipi, como residencia permanente, cuando el ferrocarril Illinois Central Railroad tendió sus vías a través de esa ciudad.
En Brookhaven, se casó con Martha Louise Hooker, una de las chicas Hooker, como se las conocía en todo el sur; su familia era muy importante en la historia de Misisipi y procedía de Inglaterra, descendientes directos del capitán William Hooker, que murió de fiebre amarilla en Pascagoula. Charles E. Hooker, conocido como el "orador de lengua de plata" de Misisipi, era miembro de esta familia. La abuela materna de Lulah Ragsdale era Anne Ray, a quien el estadista nativo americano Greenwood Le Flore, que da nombre al condado de Leflore, Misisipi y a la ciudad de Greenwood, Misisipi, le propuso matrimonio en una ocasión, y en cuya finca "Malmaison" sus abuelos fueron agasajados a menudo posteriormente. Uno de los antepasados de Martha fue Nathaniel Hooker, un padre peregrino, cuyos descendientes directos se establecieron en Virginia. Creció en la Capt. Jack C. Hardy House en Brookhaven, Misisipi.
La educación temprana de Lulah corrió a cargo de su madre. A una edad temprana, Ragsdale se convirtió en una lectora insaciable, siempre en busca de lo extraño, lo irreal, lo místico; o bien, lo vívido, lo apasionado, lo brillante en la prosa y la poesía. Los personajes de sus libros favoritos se convirtieron en sus mejores amigos, y en la compañía constante de esas criaturas irreales que tanto le gustaban, sus pensamientos, sus modales y su conversación se volvieron muy extraños y poco infantiles.
Al percibir la tendencia de los gustos de Lulah, su madre le exigió que memorizara largos poemas que alimentaron el talento poético y dramático de Lulah. A una edad suficientemente madura, Lulah fue matriculada en el Whitworth Female College de Brookhaven. Sin interrupción, Lulah continuó sus estudios hasta su graduación, a los 16 años, siempre ocupando el primer puesto en "expresión" y composición y siempre "aprobando" en matemáticas. La joven estudiante leía vorazmente los libros que su madre le permitía tener: novelas de Scott, Dickens, George Eliot, con alguna incursión ocasional en St. Elmo para lecturas más ligeras; a estos se sumaban Shakespeare y otros poetas clásicos.
Sus días universitarios estuvieron marcados por los acrósticos que dedicaba a sus compañeros de clase. Varios de sus ensayos estaban escritos en verso, por lo que su profesor de inglés, el profesor R. S. Rickets, posteriormente afiliado al Millsaps College de Jackson, Misisipi, la animó a tomarse en serio su poesía y a expresarse mediante las reglas del dáctilo y el espondeo.
Después de graduarse, durante unos años, Ragsdale llevó la vida alegre y despreocupada de una joven de "Main Street", pero siempre con un deseo latente bajo sus otros intereses de subir al escenario. También escribía versos en esta época, porque no podía resistirse a lo que le inspiraba, pero no hacía ningún esfuerzo por publicarlos.

## Carrera
Entre los dieciséis y los diecisiete años, Ragsdale escribió su primera novela y, al desconocer la forma de enviar manuscritos a las editoriales, tomó las medidas exactas de ese manuscrito, llamó a un carpintero y le pidió que le hiciera una pequeña caja de madera en la que depositarlo. El carpintero clavó la tapa con firmeza. La autora nunca recibió respuesta alguna sobre la novela, que había enviado en respuesta a un anuncio falso en el que se solicitaban manuscritos.
Por esa época, Ragsdale visitó la ciudad de Nueva York con unos familiares y, mientras estaba allí, aprovechó para estudiar arte dramático con Miss Fannie Hunt, una actriz y profesora inglesa, que animó a la joven a subirse a los escenarios. Mientras consideraba este plan, envió su primer poema maduro al The Times-Democrat, que presumía de tener la mejor página puramente literaria de los periódicos del sur. Las obras que se publicaban en esta página debían ser de gran calidad y no se podía comprar espacio con dinero. Ragsdale recibió con alegría la notificación de que su poema había sido aceptado y su ambición literaria se reavivó, aunque nunca renunció al teatro. Ragsdale se trasladó a Nueva York y se dedicó a escribir, sin perder de vista el teatro como objetivo futuro. Durante todo este tiempo, sus poemas aparecían bajo su nombre en The Times-Democrat y su fama fue creciendo poco a poco.
Alrededor de 1890, su primer poema publicado, "My Love", apareció en el New Orleans Times-Democrat (ahora The Times-Picayune). De inmediato causó furor en el sur y fue ampliamente copiado.
Luego se produjeron acontecimientos que la llevaron de vuelta a Misisipi y la obligaron a convertirse en una asalariada regular en lugar de una diletante. Puso en práctica su experiencia y formación en arte dramático al aceptar un puesto en el Whitworth Female College. La enseñanza era aburrida, pero estaba decidida a destacar en ella. Sus actividades docentes fueron numerosas — fue miembro del cuerpo docente de Whitworth, de Belhaven, en Jackson, Misisipi, y dirigió un estudio en Memphis, Tennessee. También ofreció recitales durante varias temporadas en los estados del sur, presentando muchos de sus propios bocetos.
En 1892, se publicó la novela The Crime of Philip Guthrie con su nombre. Era una novela psicofísica, especialmente interesante para los estudiantes de teosofía y teorías astrales. En 1895, su poema "There" fue aceptado por la revista Harper's Magazine; contenía versos llenos de la elocuencia que caracterizaba sus letras. "Haunted" apareció en The Chap-Book, "If I Could Know" se publicó en The Boston Arena, "Faith" en Munsey's Magazine, y rápidamente le siguieron otros poemas, que le valieron nuevos honores a Ragsdale. En 1897, The Lotus utilizó varios de los relatos cortos de Ragsdale, de los cuales "The Hand of Angèle" fue el que más atención atrajo. Se trata de la experiencia de una chica de Luisiana que contrae la lepra; este relato dramático con un final inevitablemente trágico es uno de los más sombríos de sus muchas narraciones. El carnaval de Nueva Orleans se describe de forma muy vívida. En 1917 apareció en The Magazine of Poetry, Boston, cuando Ragsdale formaba parte del Comité Estatal contra el Analfabetismo, el poema vital "The Illiterate", que contiene elementos patéticos; este poema fue ampliamente copiado. Sus poemas "Galatea", "Upton Rey" y muchos otros fueron reproducidos en todo Estados Unidos. Los poemas de Ragsdale aparecieron en los principales periódicos del sur, pero también escribió para muchas revistas del norte, así como para semanarios y diarios.
En 1899, la escuela de actuación de Mrs. Nelson Wheatcroft produjo en el Empire Theatre de Nueva York una obra en un acto titulada Mother, que le valió a la autora el reconocimiento adicional como dramaturga. En 1903, J. B. Lippincott publicó una novela, A Shadow's Shadow, que narra las aventuras de una actriz y su amante. Los Lippincott proporcionaron la imprenta; una cubierta de papel rosa realzaba el tono de la historia. Las copias de esta novela se volvieron escasas debido al incendio en las instalaciones de Lippincott. La autora no tenía ninguna copia de este relato, que había sido comparado con la mejor obra de Amélie Rives.
Durante estos años de intensa actividad como escritora, profesora y recitadora, Ragsdale encontró tiempo para trabajar en clubes y reconoció que algunas de sus inspiraciones más felices provenían de su club de mujeres de Brookhaven, The Peripatetics. A través de sus afiliaciones a clubes, ganó dos primeros premios de relatos cortos durante los años 1914, 1916 y 1917. En 1917, los resultados del concurso literario de la Mississippi Federation of Women's Clubs le valieron el primer premio por "The Mother's Son" (poema) y el segundo premio por "Will o' Wisps." En el mismo concurso, obtuvo el primer premio por su relato corto "The Lilac Peignoir." Ragsdale siempre presentó sus poemas y relatos de forma anónima y nunca dejó de recibir premios en ninguno de los concursos en los que participó, siendo juzgada por profesores de inglés de la Universidad de Virginia, la Universidad Tulane y la Universidad de Misisipi.
En 1909, "The Mother's Son" fue aceptado por Harper's Weekly, y en 1910, Young's Magazine publicó sus relatos cortos, "The Whistlepunk", "Spangles", "The Little Ghost" y otros. En 1917, el relato corto de Ragsdale, "A Woman's Glory", apareció en Today's Housewife, pero no fue hasta la aparición de su novela, Miss Dulcie from Dixie, publicada en 1917 por D. Appleton & Company, cuando Ragsdale sintió que sus años de ardua e interrumpida escritura estaban dando frutos sustanciales. Dedicaba tiempo a actividades cívicas y de club, mientras que sus energías más frescas iban a parar a la ilustración de mujeres jóvenes en la rutina de la enseñanza.
Miss Dulcie es una chica poco convencional, adorable y sin afectación, a la que ni la belleza ni los homenajes pueden estropear. El relato es ingenioso y patético, con un trasfondo profundamente intelectual. La vivacidad con que Ragsdale retrata la vida sureña demuestra su familiaridad con lo mejor de ella, y sus escenas metropolitanas están llenas de emoción y aventura. Esta novela fue calificada de idilio perfecto y se distinguió por ser uno de los primeros libros que recuperaron la popularidad del sur como escenario romántico. Como era de esperar, una historia tan fácil de interpretar atrajo la atención de los productores cinematográficos, que vendieron los derechos de Miss Dulcie of Dixie a la Vitagraph Company en 1918 y la produjeron con Gladys Leslie en el papel principal bajo la dirección de Joseph Gleason. La revista Motion Picture News del 22 de marzo de 1918 se refirió a este estreno como una obra que "atrae una gran atención, no sólo por su interés dramático, sino por su descripción maravillosamente realista de las costumbres y el ambiente sureños."
En 1920, la novela de Ragsdale, The Next-Besters, fue publicada por Charles Scribner's Sons y, ese mismo año, los derechos cinematográficos fueron adquiridos por Famous Players–Lasky. The Next-Besters figuró como best-seller durante varios meses en las revistas de Nueva York y en muchas ciudades del Sur. Tiene filosofías discretas y un gran humor, y sus situaciones son siempre inesperadas.
En 1921, Ragsdale sufrió una crisis nerviosa. Pero ese mismo año, con la salud recién restablecida, revivió su vieja ambición mientras se recuperaba en su antigua casa de Brookhaven. De ella dijo Ragsdale: "Creo que este lugar en el que "crecí" ha influido mucho en mi trabajo. Además, estoy segura de que enseñar a las chicas jóvenes en la universidad me ha influido mucho en la representación de mis chicas en 'Dulcie', 'Pat' y 'Polly.' Así que la odiosa enseñanza me hizo bien, después de todo. Ciertamente me hizo entender a las chicas y amarlas". En todos estos años de producciones literarias, sin embargo, su deseo por el escenario ardía, y la convicción de que ésta era, ante todo, su verdadera vocación, permanecía con ella.

## Vida personal
Vivió en la "Hardy House" en Brookhaven, que figura en el listado de National Register of Historic Places del condado de Lincoln, Misisipi. Lulah Ragsdale murió el 26 de diciembre de 1953 en Brookhaven, Misisipi.

## Trabajos seleccionados

### Novelas
- The Crime of Philip Guthrie, 1892. Morrill, Higgins & Co.
- A Shadow's Shadow, 1893. J. B. Lippincott & Co.
- Miss Dulcie from Dixie, 1917. D. Appleton & Co.
- Next-Besters, 1920. Charles Scribner's Sons.

### Historias cortas
- "The Hand of Angele", 1897. The Lotus.
- "The Dream Woman", 1897. The Lotus.
- "Batty-Cakes", 1908. The Smart Set.
- "God or Man", 1908. The Smart Set.
- "The Bird of Passage", 1909. The Delineator.
- "The Whistlepunk", 1910. Young's Magazine.
- "The Little Ghost", 1910. Young's Magazine.
- "Spangles", 1910. Young's Magazine.
- "A Woman's Glory", 1917. Today's Housewife.

### Poesía
- Poems, 1888-1903. Times-Democrat.
- Poems, 1896. Chap-Book.
- Poems, 1895-1909. Harper's.
- Poem, 1917. Magazine of Poetry.

### Obras
- Mother

### Atribución
- Este artículo incorpora texto de esta fuente, que es de dominio público: Lippincott, J. B. (1892). «Books of the Month». Lippincott's Monthly Magazine, a Popular Journal of General Literature 50 (Public domain edición). J. B. Lippincott and Company.
- Este artículo incorpora texto de esta fuente, que es de dominio público: Moulton, Charles Wells (1893). The Magazine of Poetry 5 (Public domain edición). Charles Wells Moulton. p. 275.
- Este artículo incorpora texto de esta fuente, que es de dominio público: Willard, Frances Elizabeth; Livermore, Mary Ashton Rice (1897). «Lulah Ragsdale». American Women: Fifteen Hundred Biographies with Over 1,400 Portraits: A Comprehensive Encyclopedia of the Lives and Achievements of American Women During the Nineteenth Century. Mast, Crowell & Kirkpatrick. p. 594.